# Tineke Cleiren
Christina Petronella Maria (Tineke) Cleiren (Bergen op Zoom, 29 april 1955) is een Nederlands jurist gespecialiseerd in het straf- en strafprocesrecht.
Cleiren studeerde rechten (specialisatie rechtstheorie) en wijsbegeerte aan de Radboud Universiteit Nijmegen van 1972 tot 1978. Zij volgde ook een lerarenopleiding maatschappijleer. Na haar studie was ze een jaar werkzaam als docent maatschappijleer aan het Canisius College - Mater Dei te Nijmegen en vervolgens docent straf- en strafprocesrecht aan haar alma mater. Ze promoveerde op 24 januari 1989 cum laude aan de Universiteit Leiden bij Alfred Melai op het proefschrift Beginselen van een goede procesorde. Een analyse van rechtspraak in strafzaken. In 1990 ontving ze voor dit proefschrift de Moddermanprijs. In 1991 werd ze benoemd tot hoogleraar straf- en strafprocesrecht aan de Erasmus Universiteit Rotterdam. De titel van haar oratie luidde: De openheid van de wet, de geslotenheid van het recht. In 1993 werd ze lid van een VN-commissie die onderzoek deed naar schendingen van internationaal humanitair recht in de Joegoslavische oorlogen; aansluitend was ze betrokken bij de oprichting van het Joegoslaviëtribunaal en het opsporingsteam Joegoslavische oorlogsmidadigers. In 1997 werd ze benoemd tot directeur-generaal wetgeving, rechtspleging, rechtshandhaving en rechtsbijstand bij het ministerie van Justitie.
Op 1 januari 2000 werd Cleiren benoemd tot hoogleraar straf- en strafprocesrecht aan de Universiteit Leiden, als opvolger van Joest 't Hart; ze hield haar oratie, getiteld Geding buiten geding, op 10 november dat jaar. Ze was ook wetenschappelijk directeur van het instituut voor strafrecht en criminologie van de Leidse rechtenfaculteit (2001-2009) en voorzitter van de Commissie Wetenschappelijke Integriteit van de Universiteit Leiden (2003-2009). Ze begeleidde vele promovendi, onder wie advocate Liesbeth Zegveld die in 2000 cum laude bij haar promoveerde op Armed opposition-groups in internal armed conflict. Haar onderzoek betreft zowel het materiële strafrecht als het strafprocesrecht, en ook de legitimiteit van het strafrecht. In 2021 ging Cleiren met emeritaat als hoogleraar; ze hield haar afscheidscollege, getiteld Omzien in verwondering, op 20 september van dat jaar. Bij die gelegenheid werd ook een symposium georganiseerd rondom het thema "De potentie van het rechtsbelangenconcept in de wisselwerking tussen het materiële en formele strafrecht". Ze ontving bij haar afscheid de Meijers-penning van de faculteit der Rechtsgeleerdheid en een liber amicorum getiteld In onderlinge samenhang. Ze werd als hoogleraar opgevolgd door Jeroen ten Voorde.
Cleiren was van 2015 tot 2022 lid van de Adviesraad Internationale Vraagstukken, laatstelijk als vicevoorzitter van de AIV en voorzitter van de commissie mensenrechten; in die laatste hoedanigheid werd ze opgevolgd door Janne Nijman. Ze is ook raadsheer-plaatsvervanger bij het Gerechtshof Den Haag en was eerder raadsheer-plaatsvervanger bij het Gerechtshof Amsterdam en rechter-plaatsvervanger bij de Rechtbank Den Haag. Daarnaast is ze redacteur van Tekst & Commentaar Strafrecht en Tekst & Commentaar Strafvordering, twee door haar ingestelde delen in de door Wolters Kluwer uitgegeven reeks. Ze is daarnaast voorzitter van de Adviescommissie afgesloten strafzaken (ACAS) en voorzitter van Vereniging voor de vergelijkende studie van het recht van België en Nederland. 
Cleiren is getrouwd met prof. mr. Ton Hol, emeritus hoogleraar encyclopedie van het recht en rechtsfilosofie aan de Universiteit Utrecht; zij hebben twee kinderen.